# Elaeocarpus mingendensis
Elaeocarpus mingendensis är en tvåhjärtbladig växtart som beskrevs av A. Gilli. Elaeocarpus mingendensis ingår i släktet Elaeocarpus och familjen Elaeocarpaceae. Inga underarter finns listade i Catalogue of Life.